# Чентрале Монтемартини
Электростанция Монтемартини (Чентрале Монтемартини, итал. Centrale Montemartini) — римская городская тепловая электростанция, построенная в первой половине XX века. Начиная с 1997 года в здании располагается археологический музей, в котором представлены преимущественно древнеримские скульптуры из запасников Капитолийских музеев.

## История

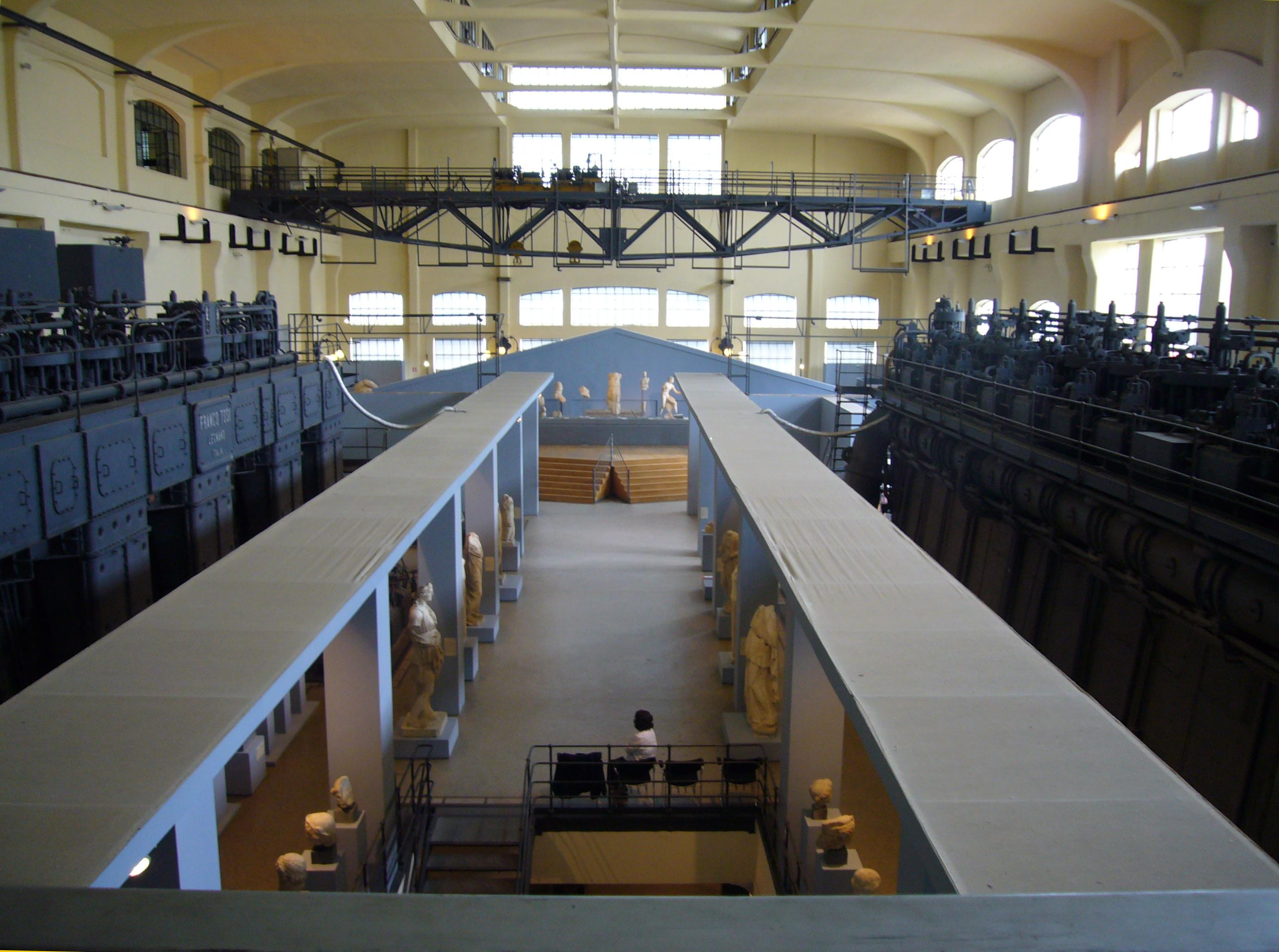
Интерьер машинного зала

Инициатором строительства станции на берегу Тибра выступил мэр Рима Эрнесто Натан в 1908 году. Официальное открытие здания было осуществлено в июне 1912 года. В 1913 году сооружению было присвоено имя экономиста Джованни Монтемартини, который принимал деятельное участие в работах по его возведению.
В тридцатых годах XX века станция была национализирована правительством Муссолини, модернизирована и повторно открыта в 1933 году. Планировалось также осуществить повторную реконструкцию в преддверии Всемирной выставки 1942 года, однако Вторая мировая война воспрепятствовала реализации данных намерений, и обновление оборудования было завершено лишь в 1952 году. Тем не менее, несмотря на модернизации, станция быстро устаревала, и в середине 1960-х годов было принято решение о прекращении её функционирования.
Впоследствии, в 1997 году, в здании разместили временную выставку римского монументального искусства. На тот момент Капитолийские музеи находились на реконструкции, что вынуждало сотрудников перемещать в запасники существенную часть коллекций. Наличие в здании электростанции обширных вакантных площадей позволило разместить в нем не только скульптуры, но и фрагменты архитектурного оформления храмовых сооружений. Смешение античного искусства и современной индустриальной стилистики привлекло внимание посетителей и возымело значительный успех; в итоге было принято решение придать выставке статус постоянной и преобразовать здание в музей.

## Музейная коллекция
В музее наличествуют «колонный» зал с экспонатами эпохи римской Республики, «машинный» зал, в котором представлены монументы, найденные при раскопках в центре Рима (на Капитолийском холме, площади Торре-Арджентина, цирке Фламиния, в театре Помпея), а также «котельный» зал, где размещаются произведения из римских императорских резиденций и садов. Несмотря на тот факт, что здание более не служит помещением для электростанции, все соответствующее оборудование по-прежнему остается на своих местах, формируя своеобразный контраст с предметами выставки.